# Диплопедия
Диплопе́дия (англ. Diplopedia) — корпоративная вики-система Государственного департамента США, действующая в интранет-сети ведомства. Включает уникальную базу знаний в сфере дипломатии, международных отношений и опыта Государственного департамента.
Диплопедия может использоваться внешнеполитическими ведомствами, имеющими доступ в интранет-сеть федеральных органов исполнительной власти США, как на территории США, так и за рубежом. Она также доступна разведывательному сообществу США и другим организациям, связанным с обеспечением национальной безопасности, использующим в качестве зеркала сеть Intelink-U, в режиме «только чтение». Уровень секретности обеих систем определён как «значимая, но не секретная информация». Диплопедия не является ресурсом, открытым для общественности.
Диплопедия — это проект Управления электронной дипломатии, одного из подразделений Бюро по управлению информационными ресурсами Государственного департамента. Диплопедия разработана на вики-движке MediaWiki.

## Создание и использование
Проект был запущен в сентябре 2006 года после презентации на Викимании 2006 года.
Диплопедия реализована как часть обширной программы Трансформирующейся дипломатии, разработанной Кондолизой Райс в бытность её госсекретарём США. В соответствии с этим планом, персонал Госдепартамента использовал для внедрения дипломатии в сферы, где она была недостаточно представлена, различные Web 2.0 технологии, включая вики, блоги, работу с сетевыми сообществами и в виртуальных средах. Развитие Диплопедии было продолжено в рамках стратегии «Умной силы» Хиллари Клинтон, которая делала ставку на новые медиа, включая Twitter, Facebook и YouTube.
На Викимании 2008 года, в докладе, озаглавленном «Диплопедия: вики-культура государственного департамента США», было продемонстрировано состояние Диплопедии на июль 2008 года: более 4400 основных статей под редакцией 1000 зарегистрированных пользователей, 650 000 просмотров страниц.
В январе 2009 года журнал Wired назвал Диплопедию в числе других 27 онлайн-технологий «Лучшим техническим достижением правительства в годы президентства Буша».
К февралю 2010 года, Диплопедия выросла до 10 000 статей и более чем 2000 участников.
Как сообщается на сайте Викимании-2012, Диплопедия достигла отметки в 5000 редакторов и 16300 статей.

## Содержание
Диплопедия содержит всеобъемлющий набор информации для сотрудников дипломатической службы США. Поскольку сотрудники дипломатической службы часто меняют место службы и не имеют достаточно времени для адаптации в новой стране, Диплопедия выступает в качестве руководства для них по широчайшему кругу вопросов — начиная от тонкостей дипломатического жаргона и кончая особенностями согласования кандидатур послов в Сенате.
Сорок специализированных порталов Диплопедии помогают сотрудникам найти необходимую информацию о конкретных политических и экономических вопросах. Пополнение содержимого Диплопедии по различным проблемам экономики, политики, правам человека, демографическим проблемам и т. д. является частью обязанностей экспертов по внешней политике.

## Практики сообщества пользователей
Вики-технология, лежащая в основе Диплопедии, делает последнюю чрезвычайно гибким инструментом информационного менеджмента, несколько офисов сообщества её пользователей ежедневно используют Диплопедию для сохранения и передачи профессиональных знаний. Любой сотрудник, имеющий аккаунт в Диплопедии, имеет право создавать и редактировать статьи в ней (анонимные пользователи не допускаются). Поскольку Диплопедия предназначена для выражения различных точек зрения Государственного департамента, она не придерживается жёстко принципа нейтральности содержания. Позиции или взгляды в статьях Диплопедии, которые не являются консенсусными, должны быть чётко атрибурированы автором или подразделением, взгляды которого они отражают.
Диплопедия имеет уникальную классификацию акронимов и аббревиатур, распространенную в правительстве. Информация также группируется по категориям, как например, «Заграничные учреждения», «Подразделения», «Информационные технологии» и «Безопасность». Диплопедия также содержит контент неэнциклопедического характера, включая примечания и элементы администрирования.
Диплопедия использует ту же категоризацию своих постоянных пользователей, что и Википедия — Фауна Википедии.

## Диплопедия и Интеллипедия
Как отметил на слушаниях в Конгрессе Джимми Уэйлс, один из основателей Википедии,, имеется разница между вертикальной и горизонтальной схемами обмена информацией (в правительственных учреждениях) и можно предположить, что обе схемы могут быть успешными при формировании электронного правительства. Интеллипедия является прекрасным примером горизонтального обмена информацией, а Диплопедия — успешным примером обмена в рамках бюрократического механизма Госдепартамента. По мере необходимости обе эти вики-системы могут осуществлять перекрёстный обмен соответствующей информацией.